# 1909 في أستراليا
فيما يلي قوائم الأحداث التي وقعت خلال عام 1909 في أستراليا.

## سياسة

### انتهاء فترة المنصب
- 2 يونيو – أندرو فيشر رئيس الوزراء الأسترالي.

## مواليد

### مارس
- 9 مارس – نيل هول هوبمان لاعبة كرة مضرب أسترالية.

### يونيو
- 20 يونيو – إيرول فلين ممثل أسترالي.

### أغسطس
- 25 أغسطس – دون تيرنبول لاعب كرة مضرب أسترالي.

## وفيات

### أغسطس
- 22 أغسطس – جون كونواي (مواليد 1842)